# Campagnan
Campagnan – miejscowość i gmina we Francji, w regionie Oksytania, w departamencie Hérault.
Według danych na rok 1990 gminę zamieszkiwało 329 osób, a gęstość zaludnienia wynosiła 88 osób/km² (wśród 1545 gmin Langwedocji-Roussillon Campagnan plasuje się na 610. miejscu pod względem liczby ludności, natomiast pod względem powierzchni na miejscu 1062.).